# Уйлаки, Миклош
Миклош Уйлаки (Николай Илокский) (хорв. Nikola Iločki, венг. Újlaki Miklós, рум. Nicolae de Ujlak, босн. Nikola Iločki, серб. Никола Илочки; 1410—1477) — венгерский государственный и военный деятель. Бан Мачвы (1430—1477), воевода Трансильвании (1441—1458, 1462—1465), бан Хорватии, Славонии и Далмации (1473), титулярный король Боснии (1471—1477).

## Биография
Представитель знатной хорватской семьи Уйлаки, которой принадлежал город Илок. Сын Владислава (Ласло) Уйлаки (ум. 1418), бана Мачвы, и Анны Стибожицкой, дочери воеводы Трансильвании Стибора из Стибожице (ок. 1348—1414). У Миклоша было четыре брата: Янош, Иштван, Петр и Пал. Его прадед, Миклош Конт (ум. 1367), занимал посты воеводы Трансильвании (1351—1356) и палатина Венгрии (1356—1367) при короле Лайоше I Великом. Николай был самым известным владельцем города Илок. Пока он был у власти, город переживал свой золотой век. В 1430 году после смерти своего старшего брата Иштвана Миклош унаследовал должность бана Мачвы.
После смерти короля Венгрии Альбрехта II в 1439 году Миклош Уйлаки поддержал его вдову, Елизавету Люксембургскую, которая стремилась посадить на венгерский королевский трон своего сына Владислава Постума. В качестве награды вдовствующая королева Елизавета посвятила Миклоша в рыцари. Позднее Миклош Уйлаки перешел на сторону польского короля Владислава III Варненчика, занявшего венгерский престол, и вступил в союз с Яношем Хуньяди. Став в 1440 году королем Венгрии, Владислав назначил Миклоша Уйлаки и Яноша Хуньяди воеводами Трансильвании.
В 1457 году Миклош Уйлаки принял участие в убийстве старшего сына Яноша Хуньяди, Ласло. В следующем 1458 году новым королем Венгрии был избран Матьяш Хуньяди, младший сын Яноша Хуньяди. Однако ряд венгерских и хорватских дворян отказались признавать его своим государем. Оппозицию возглавили воевода Трансильвании Миклош Уйлаки и палатин Венгрии Ласло II Гараи, обратившиеся за поддержкой к императору Священной Римской империи Фридриху III Габсбургу. В конце концов Матьяш Хуньяди был признан королем Венгрии..
Миклош Уйлаки сохранил своё влияние на протяжении всего правления Матьяша Хуньяди. В 1464 году он был назначен пожизненным ишпаном Теочака. В 1471 году Матьяш Хуньяди пожаловал Миклошу Уйлаки титул короля Боснии, но этот титул был пустой формальностью, так как Босния была в 1463 году захвачена турками-османами. Чтобы обеспечить его лояльность, в 1472 году Матьяш Хуньяди назначил Миклоша баном Хорватии, Славонии и Далмации. Он заменил Блеза Мадьяра, который восстал против короля. Однако еще в конце того же года Миклош Уйлаки был заменен на Дамиана Хорвата. Под властью короля Боснии Миклоша Уйлаки находились несколько боснийских крепостей, где стояли венгерские гарнизоны. В качестве короля Боснии Миклош Уйлаки даже чеканил собственную монету и до самой смерти именовал себя «Никола, милостью Божьей король Боснии».
В 1477 году Миклош Уйлаки скончался и был похоронен в родном Илоке. Ему наследовал в качестве бана Мачвы и владельца Илока его сын Леринц Уйлаки (ок. 1459—1524).

## Браки и дети
Миклош Уйлаки был дважды женат. Его первой женой была Маргит Розгоньи. Супруги имели в браке двух сыновей и четырех дочерей:
- Миклош (1452)
- Иштван (1459—1464/1465)
- Екатерина (1448—1499)
- Ефросинья (1458—1499)
- Иеронима (1458—1475), жена графа Леонхарда Горицкого (1440—1500)
- Урсула (1458—1476)

Вторично он женился на Доротее Сехи де Фелшёлендва. У супругов было двое сыновей:
- Лёринц (1459—1524), бан Мачвы
- Бернард (1460).